# Great (película de 1975)
Great es un cortometraje de animación británico de 28 minutos de duración. Estrenado en 1975, es una versión humorística de la vida de Isambard Kingdom Brunel. Fue dirigido por Bob Godfrey, producida por Grantstern Films y distribuida por British Lion.
La película ganó en marzo de 1976 el Óscar al mejor cortometraje animado en la 48 edición de los premios, convirtiéndose en la primera película de animación británica en hacerlo. También ganó el premio BAFTA a la Mejor Película de Animación ese mismo año.

## Argumento
La película relata con admiración la vida y obra del ingeniero civil y arquitecto británico del siglo XIX Isambard Kingdom Brunel, aunque a menudo con un punto de vista irónico. El narrador, con la voz de Harry Fowler, explica los triunfos y reveses de la carrera de Brunel, comparándolo con Arquímedes, Isaac Newton y Albert Einstein. Richard Briers puso la voz a Brunel. Su banda sonora incluye numerosas canciones, entre los que destaca el tema "Get a big top hat if you want to get ahead" (Consigue un sombrero de copa grande si quieres salir adelante).

## Producción
Great es principalmente una película animada, aunque se emplea en ocasiones una técnica mixta, que combina algunas secuencias de acción en vivo con la animación.
En una entrevista con The Guardian en abril de 2001, Bob Godfrey explicó cómo surgió la película:

Había estado leyendo un libro sobre Brunel, así que le pedí a British Lion, que respaldó Kama Sutra [Rides Again], si podía tener algo de dinero para hacer una caricatura de media hora sobre un ingeniero victoriano. Sí, dijeron, aquí tienes 20.000 libras esterlinas. Pensaron que el sol brillaba en mi trasero en ese momento. Me habrían dado dinero para animar un aseo si se lo hubiera pedido.

## Disponibilidad
"Great" no se ha lanzado en formatos de video doméstico como VHS o DVD y el sitio web oficial de The Bob Godfrey Collection indica que esto se debió al estado de los derechos de autor de la película. La película estuvo disponible como descarga digital en enero de 2017.